# Manuela Dalla Valle
Manuela Dalla Valle (* 20. Januar 1963 in Como) ist eine ehemalige italienische Schwimmerin. Sie erhielt bei Schwimmeuropameisterschaften drei Silbermedaillen und eine Bronzemedaille. Bei Mittelmeerspielen erschwamm sie zehn Goldmedaillen, eine Silbermedaille und drei Bronzemedaillen.

## Karriere

### Vom Beginn bis 1988
Manuela Dalla Valle trat erstmals bei den Schwimmweltmeisterschaften 1978 in West-Berlin in Erscheinung, als sie 20. über 100 Meter Brust und 18. über 200 Meter Lagen wurde. Im Jahr darauf fanden die Mittelmeerspiele 1979 in Split statt. Manuela Dalla Valle gewann Gold mit der 4-mal-100-Meter-Freistilstaffel und mit der 4-mal-100-Meter-Lagenstaffel. Über 100 Meter Freistil wurde sie Zweite hinter der Spanierin Natalia Mas. Vier Jahre später bei den Mittelmeerspielen 1983 in Casablanca wurde Dalla Valle Dritte über 100 Meter Brust und über 200 Meter Lagen. Im gleichen Jahr nahm Manuela Dalla Valle auch an der Universiade in Edmonton teil und wurde dort Dritte über 100 Meter Brust. Bei den Olympischen Spielen 1984 trat Dalla Valle in fünf Disziplinen an und erreichte zweimal den Endlauf. Über 200 Meter Lagen wurde sie Sechste. Die italienische 4-mal-100-Meter-Lagenstaffel mit Manuela Carosi, Manuela Dalla Valle, Roberta Lanzarotti und Silvia Persi kam auf den fünften Platz.
1985 wurde Dalla Valle Achte über 100 Meter Brust bei den Europameisterschaften in Sofia. Nach 1983 gewann Dalla Valle 1985 zum zweiten Mal Bronze über 100 Meter Brust bei der Universiade. Bei den Schwimmweltmeisterschaften 1986 erreichte Dalla Valle vier Endläufe. Sie wurde Fünfte über 100 Meter Brust und Achte über 200 Meter Brust. Die 4-mal-100-Meter-Freistilstaffel wurde Siebte und die Lagenstaffel mit Lorenza Vigarani, Manuela Dalla Valle, Ilaria Tocchini und Silvia Persi belegte den vierten Platz.
1987 nahm Manuela Dalla Valle an drei internationalen Meisterschaften teil. Im Juli siegte sie bei der Universiade in Zagreb über 100 Meter Brust und wurde hinter der Belgierin Ingrid Lempereur Zweite über 200 Meter Brust. Mit der Lagenstaffel gewann sie ebenfalls Silber und mit der Freistilstaffel Bronze. Im August fanden die Europameisterschaften in Straßburg statt. Manuela Dalla Valle wurde über 100 Meter Brust Zweite hinter Silke Hörner aus der DDR. Die italienische Lagenstaffel mit Vigarani, Dalla Valle, Tocchini und Persi gewann mit sechs Sekunden Rückstand auf die Staffel aus der DDR ebenfalls Silber. Im September bei den Mittelmeerspielen 1987 in Latakia siegte Dalla Valle auf beiden Bruststrecken und mit beiden Staffeln. Manuela Dalla Valle wurde 1987 von der Zeitung La Gazzetta dello Sport im Referendum Gazzetta zur italienischen Sportlerin des Jahres gewählt.
Bei den Olympischen Spielen 1988 in Seoul startete Dalla Valle in vier Disziplinen und erreichte zweimal das Finale. Sie wurde Achte über 200 Meter Brust. Die Lagenstaffel mit Vigarani, Dalla Valle, Tocchini und Persi schlug ebenfalls als Achte an und war dabei die fünftbeste europäische Staffel.

### Von 1989 bis zum Karriereende
Im Jahr darauf bei den Europameisterschaften 1989 in Bonn wurde Dalla Valle Dritte über 100 Meter Brust und Vierte über 200 Meter Brust. Die Lagenstaffel mit Vigarani, Dalla Valle, Carosi und Persi gewann die Silbermedaille hinter der Staffel aus der DDR. Anfang 1991 bei den Weltmeisterschaften in Perth wurde Dalla Valle Vierte über 100 Meter Brust und Sechste über 200 Meter Brust. Beide italienischen Staffeln verfehlten das Finale. Bei den Mittelmeerspielen in Athen gewann Dalla Valle beide Bruststrecken und wurde Dritte mit der Freistilstaffel. Einen Monat nach den Mittelmeerspielen fanden ebenfalls in Athen die Schwimmeuropameisterschaften 1991 statt. Dalla Valle wurde Vierte über 100 Meter Brust und Fünfte über 200 Meter Brust. Mit der Lagenstaffel belegte sie den fünften Platz. 1992 bei den Olympischen Spielen in Barcelona erreichte Dalla Valle den siebten Platz über 100 Meter Brust und war damit viertbeste Europäerin. Über 200 Meter Brust wurde sie ebenfalls Siebte, war damit aber zweitbeste Europäerin hinter Jelena Rudkowskaja aus der GUS. Die italienische Lagenstaffel mit Vigarani, Dalla Valle, Tocchini und Ilaria Sciorelli verfehlte mit der neuntbesten Zeit der Vorläufe den Finaleinzug um 0,22 Sekunden.
1993 bei den Schwimmeuropameisterschaften 1993 erreichte Dalla Valle den sechsten Platz über 100 Meter Brust und den vierten Platz über 200 Meter Brust. Im Jahr darauf bei den Schwimmweltmeisterschaften 1994 in Rom verfehlte Manuela Dalla Valle auf beiden Bruststrecken den Einzug ins Finale. Nur die Lagenstaffel mit Vigarani, Dalla Valle, Tocchini und Cecilia Vianini belegte den sechsten Platz. Bei ihrem vierten Olympiastart 1996 in Atlanta verfehlte Manuela Dalla Valle auf beiden Bruststrecken den Finaleinzug deutlich. Die italienische Lagenstaffel mit Vigarani, Dalla Valle, Tocchini und Vianini wurde Achte.
1997 gewann Dalla Valle bei den Mittelmeerspielen in Bari noch einmal zwei Goldmedaillen. Nach ihrem Sieg über 100 Meter Brust gewann auch die Lagenstaffel mit Francesca Bissoli, Manuela Dalla Valle, Ilaria Tocchini und Viviana Susin. Bei den Schwimmeuropameisterschaften 1997 belegten Bissoli, Dalla Valle, Tocchini und Vianini den vierten Platz.
Manuela Dalla Valle nahm von 1978 bis 1998 an italienischen Meisterschaften teil und gewann über 50 Meistertitel.